# Дзвоники круглолисті
Дзвоники круглолисті (Campanula rotundifolia) — вид трав'янистих рослин родини дзвоникові (Campanulaceae).

## Назва
Наукова назва походить від лат. rotundifolia — «круглолистий».
В англійській мові рослина називається «заячий дзвоник» (англ. harebell).

## Опис
Багаторічник 10–30 см. Стебла розгалужені, в нижній частині розсіяно запушені. Суцвіття розлогі, більш-менш багатоквіткові. Віночок 10–20 мм завдовжки, блакитний. Прикореневі листки, коли розвинені, ниркоподібні або сердцеподібно-округлі, черешчаті, стеблові — лінійні, цілокраї. 

## Поширення
Північна Африка: Алжир; Азія: Монголія, Росія; Європа: Білорусь, Естонія, Латвія, Литва, Молдова, Росія, Україна, Австрія, Бельгія, Чехія, Німеччина, Угорщина, Нідерланди, Польща, Словаччина, Швейцарія, Данія, Фарерські острови, Фінляндія, Ісландія, Ірландія, Норвегія, Швеція, Велика Британія, Албанія, Боснія і Герцеговина, Болгарія, Хорватія, Греція, Італія, Македонія, Чорногорія, Румунія, Сербія, Словенія, Франція, Іспанія; Північна Америка: Канада, США, Мексика — Коауїла, Нуево-Леон. Натуралізований: Фолклендські острови, Нова Зеландія, Аргентина — Вогняна Земля. Також культивується. Населяє сухі, бідні поживними речовинами луки та пустки. Рослини часто успішно колонізують тріщини в стінах або скелях і дюнах.
В Україні зростає на узліссях, в соснових лісах, чагарниках — часто по всій Україні, крім південної частини Степу, Криму та Карпат.

## Галерея

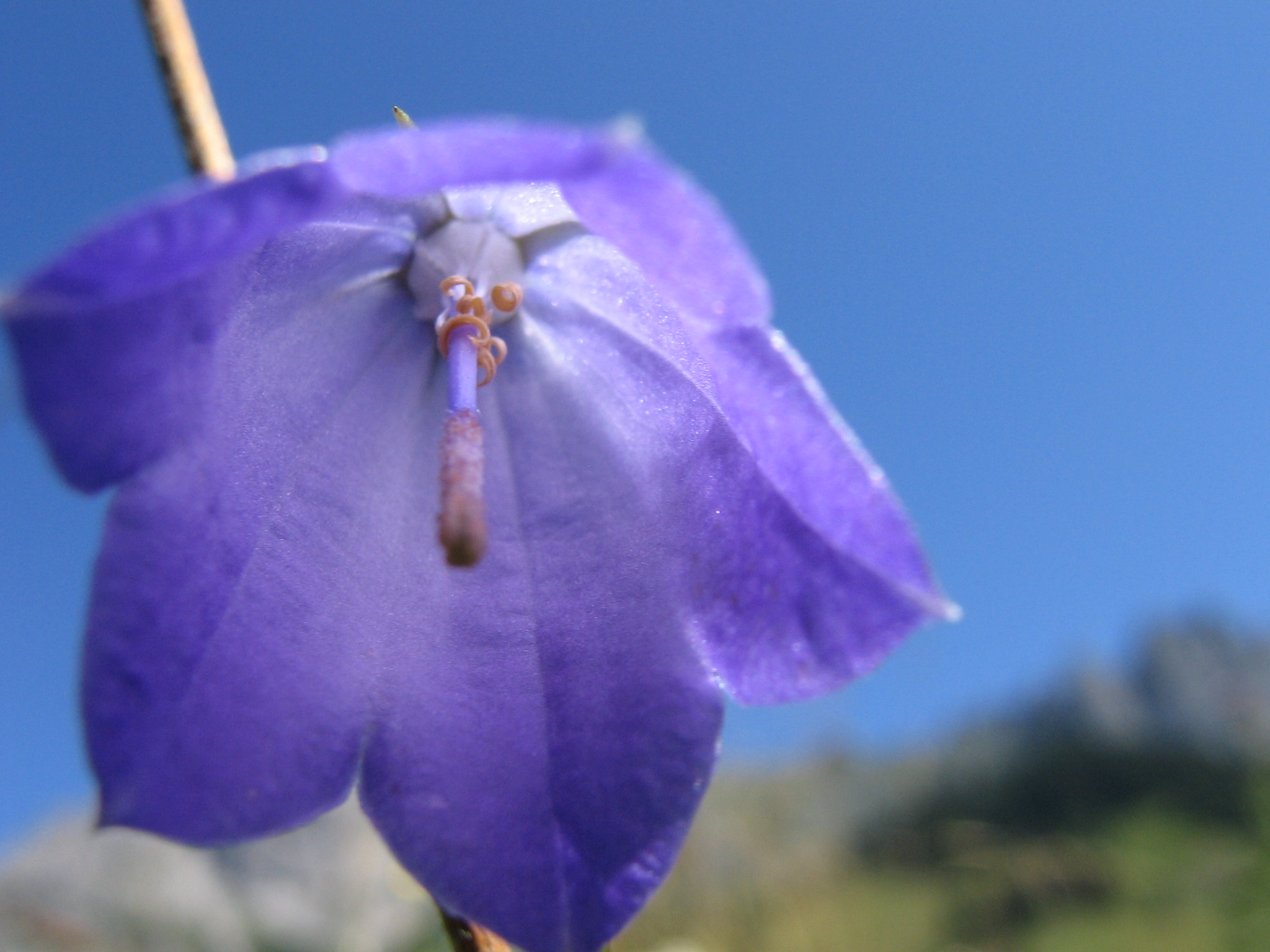
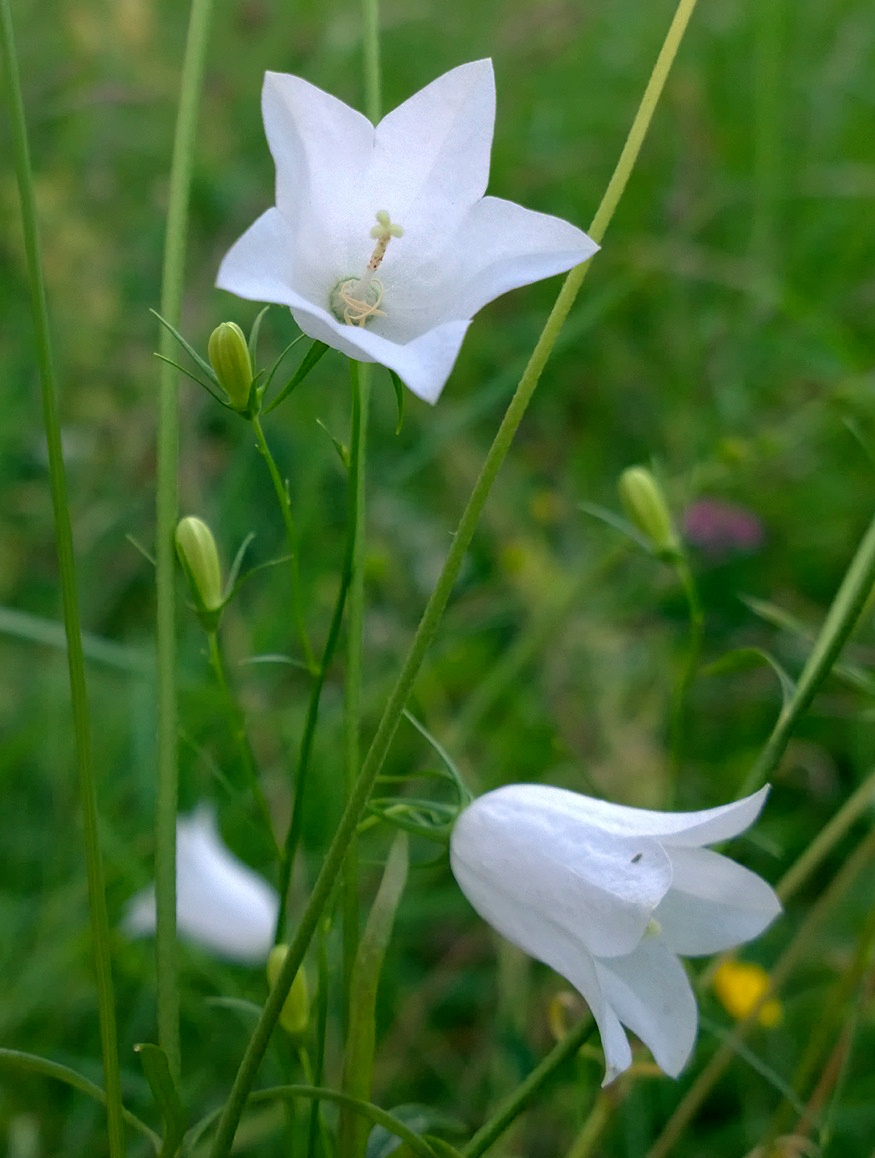
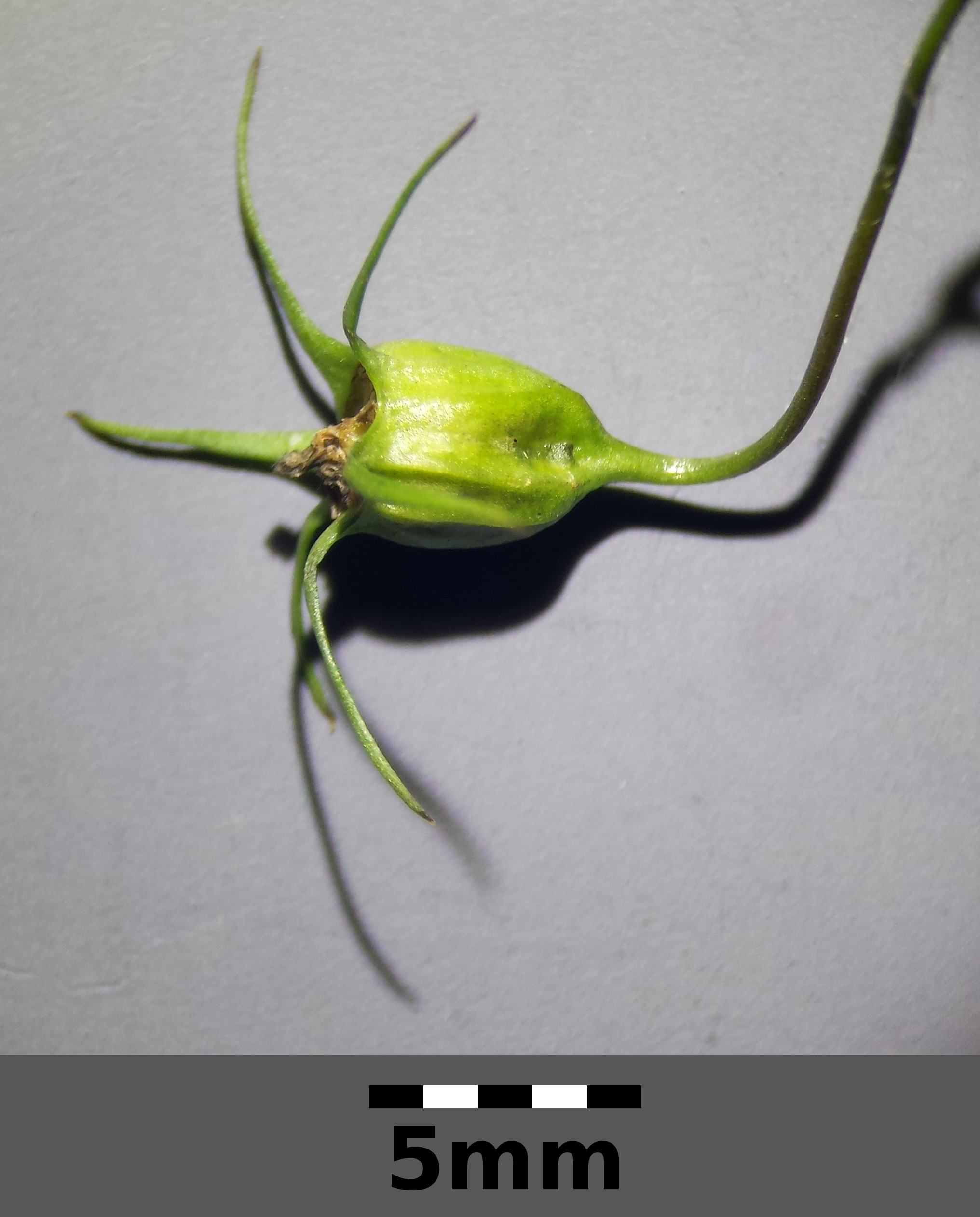
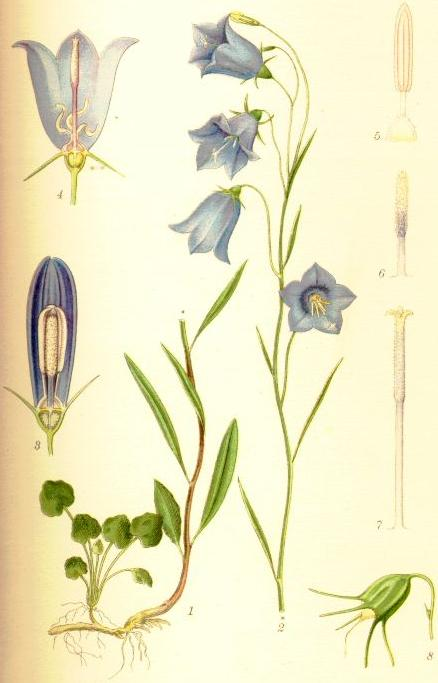